# Tegella magnipora
Tegella magnipora är en mossdjursart som beskrevs av Osburn 1950. Tegella magnipora ingår i släktet Tegella och familjen Calloporidae. Inga underarter finns listade i Catalogue of Life.